# Maximino Rodríguez Martínez
Maximino Rodríguez Martínez (León, 1961) es un político y ganadero nicaragüense. Es diputado para el período 2017-2022. Es dirigente de la organización Fuerza Democrática Nicaragüense.
Fue candidato a la presidencia de la República de Nicaragua en las elecciones generales de 2016 por el partido Partido Liberal Constitucionalista.

## Biografía
Durante su adolescencia, en los años ochenta, fue Contra. Durante la guerra fue baleado en la cabeza. En ese periodo participaba con el seudónimo de “Comandante Wilmer”.
Entre 1996 y 2011 fue diputado durante tres períodos por el Partido Liberal Constitucionalista.
Fue militante del partido desde 1997 hasta 2016; en ese año decidió renunciar al PLC.